# Constantine Phipps (lord cancelliere d'Irlanda)
Sir Constantine Henry Phipps (1656 – 1723) è stato un giudice irlandese che ottenne il titolo di lord cancelliere d'Irlanda.
La sua amministrazione fu caratterizzata da una serie di aspre ostilità politiche, che provocarono diverse richieste di dimissioni.

## Biografia
Nacque a Reading, terzo genito di Francis Phipps e Anne Sharpe. Ricevette un'educazione gratuita e venne ammesso al Gray's Inn nel 1678. Divenne un giudice di grande capacità, si allineò alla politica Tory e fu sospettato d'adesione al Giacobitismo.
Nel 1710 assunse la cancelleria d'Irlanda dopo Richard Freeman e appena insediato si alienò il consenso locale prediligendo dei personaggi vicini a lui rispetto ai tradizionali funzionari irlandesi.
Il resto della sua cancelleria si distinse per altri scandali e scetticismi sull'integrità del suo giudizio. Morì il 9 Ottobre 1723, senza conseguenze gravi per i sospetti di tradimento.